# EAFF E-1サッカー選手権
EAFF E-1サッカー選手権（英: EAFF E-1 Football Championship）は、東アジアサッカー連盟（EAFF）が主催する、ナショナルチームによるサッカーの国際大会である。
JFA公式サイトや、日本のテレビ等では『東アジアE-1サッカー選手権』とも表記される。旧大会名は東アジアサッカー選手権、EAFF東アジアカップ。前身大会は、1990年から1998年まで開かれたダイナスティカップである。

## 概要
2003年に第1回大会を日本で開催し、以後2年ごとに日本、韓国、中国の3か国持ち回りで開催されている。同年に国際Aマッチデー制度が開始されたが、アジアサッカー連盟（AFC）の公式戦消化にAマッチデーは使われることから、当初から東アジア選手権本大会及び予選はAマッチデーではない日に開催されている。このことから、全ての出場国がベストメンバーを組めるわけではない。
2005年の韓国大会では、女子によるトーナメントとして東アジア女子サッカー大会（英: EAFF Women's Cup）が行われ、男子と女子の合計勝点で争う男女総合優勝の表彰が行われたが、2008年の中国大会からは、女子大会も東アジア女子サッカー選手権（英: EAFF Women's Championship）となり、男女とも予選大会を行うようになった。
2012年4月11日の第35回EAFF理事会で、東アジア選手権から男子大会は東アジアカップ（英: EAFF East Asian Cup）、女子大会は女子東アジアカップ（英: EAFF Women’s East Asian Cup）に大会名称が変更された。同時に、韓国で2013年に開催される東アジアカップからオーストラリアの男女代表とも同大会からゲスト参加（連盟に加盟するのではなく、大会のみ参加）する方向で検討中と同理事会で発表され、同年8月30日に正式に決定した。オーストラリアは男女代表とも、2012年の東アジアカップ予選大会に出場した。オーストラリア男子代表は香港で同年12月1日から9日に開催される予選第2ラウンドから参加し、予選を突破して本大会出場を決めた。オーストラリア女子代表は中国で同年11月20日から24日に開催される予選から参加したが、予選で敗退した。
2016年の第50回EAFF理事会で、東アジアカップからEAFF E-1サッカー選手権（英: EAFF E-1 Football Championship）に大会名称が変更された。
2024年3月30日にEAFFは、2025年7月に韓国で、2028年1月に中国で、2030年1月に日本で大会を開催することを決定した。

### 賞金
賞金は男子が1位：50万ドル、2位：30万ドル、3位：20万ドル、4位：15万ドル。女子が1位：5万ドル、2位：3万ドル、3位：2万ドル、4位：1万5千ドル。男女総合優勝は、10万ドル。

## 開催方式
- 男子
  - シードの日本、韓国、中国の3か国を除いた7チームにより、セントラル方式の予選大会を実施し、上位1チームが決勝大会へ進出する。
  - 決勝大会は、予選大会を勝ちあがった1チームと、シード国3チームの「計4チーム」による総当たり戦で行われる。2019年大会で、8回目にして初めて開催国が優勝した（韓国）。

- 女子
  - 2005年大会については本大会のみで、出場4チームはEAFFの推薦により決定されたが、2008年大会からは予選が実施されている。
  - 開催国の優勝は2005年大会の韓国と、2010年大会および2022年大会の日本の3回となっている。

### 備考
- 第1回大会は、当初5月から6月にかけて行われる予定であったが、新型肺炎SARSの影響により12月の開催となった。
- 第2回大会のみ男女総合成績も付けた（勝ち点・得点・失点を男女で加算。1位：北朝鮮、2位：韓国、3位：中国、4位：日本）。
- 第3回大会は2007年開催の予定だったが、AFCアジアカップが前倒し開催となった影響で2008年に後送りとなった（中国・重慶で2008年2月17日～24日に開催）。
- 第4回大会は、北朝鮮女子代表が出場を辞退した。繰り上げでチャイニーズタイペイが出場となった。
- 第8回大会は北朝鮮女子代表が出場を辞退した。繰り上げでチャイニーズタイペイが出場となった[8]。
- 第9回大会は予選大会の開催がなく、FIFAランキング（男子・女子）の上位チームが出場するものとした[注釈 1]。また、当初は中国での開催が予定されていたものの、同国における新型コロナウイルス対策の状況を理由に断念され、開催地が日本に変更された[9]。

## 参加国
| 男子 - 日本 - 韓国 - 中華人民共和国 - 北朝鮮 - 香港 - チャイニーズタイペイ - グアム - モンゴル - マカオ - 北マリアナ諸島 - オーストラリア | 女子 - 日本 - 北朝鮮 - 中華人民共和国 - 韓国 - 香港 - チャイニーズタイペイ - グアム - モンゴル - マカオ - 北マリアナ諸島 - オーストラリア - フィリピン |

## 結果
男子
| 回 | 開催年 | 開催国 |                | 決勝リーグ順位 | 決勝リーグ順位 | 決勝リーグ順位 | 決勝リーグ順位 |  | 出場 国数 |
| 回 | 開催年 | 開催国 | 優勝           | 準優勝         | 3位            | 4位            |                |  | 出場 国数 |
| -- | ------ | ------ | -------------- | -------------- | -------------- | -------------- | -------------- |  | --------- |
| 1  | 2003年 | 日本   |                | 韓国           | 日本           | 中華人民共和国 | 香港           |  | 4         |
| 2  | 2005年 | 韓国   | 中華人民共和国 | 日本           | 北朝鮮         | 韓国           | 4              |  |           |
| 3  | 2008年 | 中国   | 韓国           | 日本           | 中華人民共和国 | 北朝鮮         | 4              |  |           |
| 4  | 2010年 | 日本   | 中華人民共和国 | 韓国           | 日本           | 香港           | 4              |  |           |
| 5  | 2013年 | 韓国   | 日本           | 中華人民共和国 | 韓国           | オーストラリア | 4              |  |           |
| 6  | 2015年 | 中国   | 韓国           | 中華人民共和国 | 北朝鮮         | 日本           | 4              |  |           |
| 7  | 2017年 | 日本   | 韓国           | 日本           | 中華人民共和国 | 北朝鮮         | 4              |  |           |
| 8  | 2019年 | 韓国   | 韓国           | 日本           | 中華人民共和国 | 香港           | 4              |  |           |
| 9  | 2022年 | 日本   | 日本           | 韓国           | 中華人民共和国 | 香港           | 4              |  |           |
| 10 | 2025年 | 韓国   | 日本           | 韓国           | 中華人民共和国 | 香港           | 4              |  |           |
| 11 | 2028年 | 中国   |                |                |                |                |                |  |           |
| 12 | 2030年 | 日本   |                |                |                |                |                |  |           |

女子
| 回 | 開催年 | 開催国 |        | 決勝リーグ順位 | 決勝リーグ順位 | 決勝リーグ順位       | 決勝リーグ順位 |  | 出場 国数 |
| 回 | 開催年 | 開催国 | 優勝   | 準優勝         | 3位            | 4位                  |                |  | 出場 国数 |
| -- | ------ | ------ | ------ | -------------- | -------------- | -------------------- | -------------- |  | --------- |
| 2  | 2005年 | 韓国   |        | 韓国           | 北朝鮮         | 日本                 | 中華人民共和国 |  | 4         |
| 3  | 2008年 | 中国   | 日本   | 北朝鮮         | 中華人民共和国 | 韓国                 | 4              |  |           |
| 4  | 2010年 | 日本   | 日本   | 中華人民共和国 | 韓国           | チャイニーズタイペイ | 4              |  |           |
| 5  | 2013年 | 韓国   | 北朝鮮 | 日本           | 韓国           | 中華人民共和国       | 4              |  |           |
| 6  | 2015年 | 中国   | 北朝鮮 | 韓国           | 日本           | 中華人民共和国       | 4              |  |           |
| 7  | 2017年 | 日本   | 北朝鮮 | 日本           | 中華人民共和国 | 韓国                 | 4              |  |           |
| 8  | 2019年 | 韓国   | 日本   | 韓国           | 中華人民共和国 | チャイニーズタイペイ | 4              |  |           |
| 9  | 2022年 | 日本   | 日本   | 中華人民共和国 | 韓国           | チャイニーズタイペイ | 4              |  |           |
| 10 | 2025年 | 韓国   | 韓国   | 中華人民共和国 | 日本           | チャイニーズタイペイ | 4              |  |           |
| 11 | 2028年 | 中国   |        |                |                |                      |                |  |           |
| 12 | 2030年 | 日本   |        |                |                |                      |                |  |           |

## 代表別通算成績
男子
| 順 | 国・地域名     | 優 | 準 | 三 | 四 | 計 |
| -- | -------------- | -- | -- | -- | -- | -- |
| 1  | 韓国           | 5  | 3  | 1  | 1  | 10 |
| 2  | 日本           | 3  | 5  | 1  | 1  | 10 |
| 3  | 中華人民共和国 | 2  | 2  | 6  | 0  | 10 |
| 4  | 北朝鮮         | 0  | 0  | 2  | 2  | 4  |
| 5  | 香港           | 0  | 0  | 0  | 5  | 5  |
| 6  | オーストラリア | 0  | 0  | 0  | 1  | 1  |

女子
| 順 | 国・地域名           | 優 | 準 | 三 | 四 | 計 |
| -- | -------------------- | -- | -- | -- | -- | -- |
| 1  | 日本                 | 4  | 2  | 3  | 0  | 9  |
| 2  | 北朝鮮               | 3  | 2  | 0  | 0  | 5  |
| 3  | 韓国                 | 2  | 2  | 3  | 2  | 9  |
| 4  | 中華人民共和国       | 0  | 3  | 3  | 3  | 9  |
| 5  | チャイニーズタイペイ | 0  | 0  | 0  | 4  | 4  |

- データは2025年大会終了時点
- 太字は優勝経験のある国・地域で、太数字は最多記録

## 表彰
男子
| 年度 | 大会MVP        | 得点王                        | 得点数 | 最優秀GK | 最優秀DF | フェアプレー賞 |
| ---- | -------------- | ----------------------------- | ------ | -------- | -------- | -------------- |
| 2003 | 柳想鐵         | 久保竜彦                      | 2      | 楢﨑正剛 | 崔眞喆   | 香港           |
| 2005 | 季銘義         | 該当者なし                    | -      | 李雲在   | 張耀坤   | 日本           |
| 2008 | 金南一         | 朴主永 廉基勲 山瀬功治 鄭大世 | 2      | 李明國   | 中澤佑二 | 韓国           |
| 2010 | 杜威           | 曲波 李昇烈 李東国 玉田圭司   | 2      | 楊智     | 趙容亨   | 香港           |
| 2013 | 山口蛍         | 柿谷曜一朗                    | 3      |          |          |                |
| 2015 | 張賢秀         | 武藤雄樹                      | 2      | 李明國   | 金英權   |                |
| 2017 | 李在成         | 金信煜                        | 3      | 趙賢祐   | 張賢秀   |                |
| 2019 | 黄仁範         | 小川航基                      | 3      | 金承奎   | 金玟哉   |                |
| 2022 | 相馬勇紀       | 相馬勇紀 町野修斗             | 3      | 金東俊   | 谷口彰悟 |                |
| 2025 | ジャーメイン良 | ジャーメイン良                | 5      | 大迫敬介 | 金紋奐   |                |

女子
| 年度 | 大会MVP        | 得点王                      | 得点数 | 最優秀GK         | 最優秀DF | フェアプレー賞 |
| ---- | -------------- | --------------------------- | ------ | ---------------- | -------- | -------------- |
| 2005 | 許順姫         | 該当者なし                  | -      | 金正美           | 劉英實   | 日本           |
| 2008 | 澤穂希         | 大野忍                      | 3      | 張艶茹           | 紅明今   | 日本           |
| 2010 | 澤穂希         | 岩渕真奈 韓端 李張微 柳英雅 | 2      | 張艶茹           | 岩清水梓 | 中華人民共和国 |
| 2013 | 金恩珠         | 許恩別 池笑然               | 2      |                  |          |                |
| 2015 | 衛鍾心         | 羅恩心                      | 3      | 金正美           | 金南嬉   |                |
| 2017 | 金潤美         | 金潤美                      | 4      | 金明順           | 金南嬉   |                |
| 2019 | 南萌華         | 岩渕真奈                    | 5      | 山下杏也加       | 張瑟琪   |                |
| 2022 | 清水梨紗       | 該当者なし                  | -      | 山下杏也加       | 汪琳琳   |                |
| 2025 | チャン・スルギ | シャオ・ジーキン            | 3      | キム・ミンジョン | 石川璃音 |                |